# Ljudteknik
Ljudteknik innefattar återgivning, inspelning, upptagning, överföring och förstärkning av ljud. Alla komponenter i ljudteknikerns kedja, från första steget mikrofon till sista; högtalare, utnyttjar inom givna ekonomiska ramar high-end audioteknik. Det vill säga att de är utförda så att det ska låta så naturtroget som möjligt.

## Områden
Ljudtekniska verktyg är bland annat:
- Mikrofon, tar upp ljud.
- Ljudkabel, leder ljudsignaler genom kablar.
- Mixerbord, kontrollerar ljudkanaler.
- Ljudprocesseringseffekter, som kompressor, reverb eller equalizer, processerar ljuden.
- Ljudlagringsenheter, som magnetband, portastudio eller dator, lagrar ljud.
- Radio eller TV, skickar ut ljud till en mottagare.
- Högtalare, återger ljud.

Procedurer inom ljudtekniken är:
- Ljudinspelning, inspelning av ljud.
- Berabetning av enskilda ljud och/eller ljudkanaler
- Mixning, mixar ihop ljudkanaler.
- Mastering, slutprocessering av det mixade ljudmaterialet.